# Perzyk
Perzyk (Agropyron) – rodzaj roślin z rodziny wiechlinowatych. Obejmuje 12 gatunków. Rośliny te występują w głównie w strefie klimatu umiarkowanego w Azji, 6 gatunków rośnie także w południowej i wschodniej Europie. W Polsce jako introdukowany i zadomowiony antropofit rośnie jeden gatunek – perzyk grzebieniasty A. cristatum. Są to trawy wieloletnie, uprawiane, introdukowane i zdziczałe na rozległych obszarach m.in. w Ameryce Północnej i w Chile.
Liczne dawniej zaliczane tu gatunki, także z polskiej flory, klasyfikowane są w rodzaju perz Elymus.

## Morfologia
PokrójTrawy z płożącymi kłączami i bez – kępowe. Źdźbła są prosto wzniesione lub kolankowato zgięte u nasady. U różnych gatunków osiągają od ok. 10 do 100 cm wysokości.
LiściePochwy liściowe zamknięte, na pędach wegetatywnych na całej długości, często z lancetowatymi uszkami. Blaszka liściowa płaska lub z brzegami zawijającymi się. Języczek liściowy błoniasty lub rzęskowaty.
KwiatyZebrane po 3–10 w kłoski osadzone pojedynczo wzdłuż osi kwiatostanu kłosokształtnego, ułożone grzebieniasto (mniej lub bardziej płasko) lub skierowane w różne strony. Cały kwiatostan ma kształt równowąsko-podłużny do jajowatego. Jego oś jest sztywna i owłosiona. Plewy równowąskie do wąskojajowatych, sztywne, z 1–5 żyłkami, zaostrzone na szczycie, czasem z ostką. Plewka dolna lancetowata, skórzasta, z 5–7 żyłkami, naga lub owłosiona, zaostrzona lub z prostą ostką. Plewka górna podobnej długości do dolnej, szczeciniasta na grzbiecie, rzadziej naga, na szczycie zwykle z dwoma ząbkami. Plewinki orzęsione na brzegach.
OwoceZiarniaki ciasno przylegające do plewek, równowąskie do eliptycznych.

## Systematyka
Pozycja systematyczna
Rodzaj z podplemienia Hordeinae, z plemienia Triticeae, z podrodziny Pooideae z rodziny wiechlinowatych (Poaceae).
Wykaz gatunków
- Agropyron badamense Drobow
- Agropyron bulbosum Boiss.
- Agropyron cimmericum Nevski
- Agropyron cristatum (L.) Gaertn. – perzyk grzebieniasty
- Agropyron dasyanthum Ledeb.
- Agropyron desertorum (Fisch. ex Link) Schult.
- Agropyron deweyi Á.Löve
- Agropyron fragile (Roth) P.Candargy
- Agropyron michnoi Roshev.
- Agropyron mongolicum Keng
- Agropyron × pilosiglume Tzvelev
- Agropyron tanaiticum Nevski
- Agropyron thomsonii Hook.f.